# Targowica (hromada Ottynia)
Targowica (ukr. Торговиця) – wieś na Ukrainie, w obwodzie iwanofrankiwskim, w rejonie kołomyjskim.
Prywatna wieś szlachecka prawa wołoskiego w 1475 roku, położona była w ziemi halickiej województwa ruskiego. 
W II Rzeczypospolitej wieś w powiecie tłumackim województwa stanisławowskiego.
W styczniu 1944 nacjonaliści ukraińscy z OUN-UPA zamordowali tutaj 10 Polaków.